# Konoe Hisatsugu
Konoe Hisatsugu (近衛 尚嗣, 1622 – 1653) foi um nobre japonês do período Edo, pertencente ao ramo Konoe do Clã Fujiwara, e ex regente (Kampaku) do Imperador Go-Komyo no período de 1651 à 1653.

## Biografia
Hisatsugu era filho do regente Nobuhiro. Não se sabe ao certo quando Hisatsugu entrou para a corte, mas em 1663 ele foi nomeado Chūnagon. Em 1640, foi nomeado Naidaijin cargo que ocupou até 1642.
Em 1642 Hisatsugu foi nomeado Udaijin cargo que ocupou até 1647 quando foi promovido a Sadaijin cargo que ocupa até 1652, em 1651  concomitantemente ocupou o cargo de Kampaku do Imperador Go-Komyo. 
Hisatsugu abdicou de seus cargos na Corte e se tornou um monge budista (shukke) em 1653. Foi nesta condição que veio a falecer poucos meses depois. 
Seu filho e herdeiro foi Konoe Motohiro.